# Euklides z Megary
Euklides z Megary (gr. Εὐκλείδης, ur. ok. 435 p.n.e. zm. ok. 356 p.n.e) – grecki filozof, założyciel szkoły megarejskiej. Był uczniem Parmenidesa i Sokratesa, przy którego śmierci miał być obecny. Podobnie jak Parmenides, pojmował najwyższe dobro jako jeden, niezmienny byt. Znany był z krytyki Platona w której twierdził, że jedynymi poprawnymi sądami są sądy tautologiczne oraz że nie można rozumować przez analogię. W średniowieczu był często mylony z Euklidesem z Aleksandrii.